# Meretseger
Meretseger (còn được viết là Mertseger, Merseger, Mereseger) là một nữ thần rắn trong thần thoại Ai Cập cổ đại. Tên bà nghĩa là "Người yêu thích sự im lặng". Đỉnh núi Al-Qurn trong Thung lũng các vị vua được xem là nơi ở của vị thần này.
Bà chịu trách nhiệm bảo vệ các lăng mộ hoàng gia. Bất cứ ai có ý định xâm phạm một ngôi mộ đều bị trừng phạt. Theo thần thoại, bà có thể phun nọc độc làm mù mắt kẻ mạo phạm đó ngay lập tức hoặc cho rắn và bọ cạp cắn chết kẻ đó. Meretseger là một nữ thần nguy hiểm nhưng cũng lại hết sức nhân từ. Bà chữa lành bệnh cho những người công nhân gặp tai nạn nên được xem là vị thần bảo trợ cho các công nhân. Nếu một người biết hối cải thì đều được bà tha thứ.
Meretseger được thờ cúng tập trung tại Thebes và tại làng Deir el-Medina nằm trong Thung lũng các vị vua trong suốt thời kỳ Tân vương quốc. Sau khi thung lũng bị bỏ hoang dưới Vương triều thứ 21, việc thờ phụng nữ thần cũng bị rơi vào quên lãng.

## Hình ảnh
- Đỉnh Al-Qurn có hình dạng như một Kim tự tháp
- Nữ thần Mereseger dưới hình dạng rắn hổ mang